# 銭太鼓
銭太鼓（ぜにだいこ）とは、日本各地の芸能にみられる銭（硬貨）が触れ合う音を利用した楽器。竹筒型と曲輪型がある。「ぜんだいこ」と呼ぶ地域もある。

## 竹筒型
竹筒型の銭太鼓は島根県の安来節（やすぎぶし）などで用いられている。一般的に筒（あるいは房）を紅白に分けて装飾し、それぞれ両手に持って2本1組で使う。左手に持つ白色の銭太鼓は大地、右手に持つ紅色の銭太鼓は天を表しているとされる。両筒合わせて12枚の5円玉を封入し、12枚は1年を表し、1年間の幸せをもたらすという言い伝えがある（後述のように竹筒型でも地域により異なる場合があり、一方で曲輪型でも同様の言い伝えで12枚の銭を用いる地域がある）。

### 安来節
安来節の余技として行われてきたもので、切っても切り離せないものとなっている。ちょうど真ん中に節目がくるように一尺程度（約30cm）の竹を切り取り、竹の両端内部にそれぞれ「穴のあいた銭（昔は文九銭、今では五円玉が主流）」を3枚ずつ「十文字になる様に」取りつけて閉じたものである。

### 岡天満宮祭礼行事
福岡県大牟田市の指定無形民俗文化財である岡天満宮祭礼行事の「ぜんでこ踊り（銭太鼓踊り）」では、長さ約20cmの竹筒の内部に銭5、6枚を糸で吊るした銭太鼓を用いる。

## 曲輪型
曲輪型の銭太鼓はタンバリン型とも呼ばれ、東北地方などの田植踊りの祭礼などにみられる。ただし、銭ではなく鈴に変わっている地域もある。

### えんぶり
青森県八戸市の豊年祭「えんぶり」の際にも用いられている。約20cmの輪に縦横十文字に針金（銭や鈴を通したもの）を取り付け、紅白の房などで飾ったものである。

### 豊田市の銭太鼓
愛知県豊田市駒場町に残るものは銭太鼓（ぜんだいこ）と呼ばれており、愛知県指定無形民俗文化財である。銭太鼓は丸い木枠の中の銭を通した針金を付けたもので、内部の12枚の銭は1年（12か月）を表しており天地の恵みによる豊作を感謝するという意味があるという。